# Val-de-Bonnieure
Val-de-Bonnieure es una comuna nueva francesa situada en el departamento de Charente, de la región de Nueva Aquitania.

## Historia
Fue creada el 1 de enero de 2018, en aplicación de una resolución del prefecto de Charente de 7 de noviembre de 2017 con la unión de las comunas de Saint-Amant-de-Bonnieure, Saint-Angeau y Sainte-Colombe, pasando a estar el ayuntamiento en la antigua comuna de Saint-Angeau.

## Demografía
| Gráfica de evolución demográfica de Val-de-Bonnieure entre 1800 y 2015 |
|                                                                        |

Los datos entre 1800 y 2015 son el resultado de sumar los parciales de las tres comunas que forman la nueva comuna de Val-de-Bonnieure, cuyos datos se han cogido de 1800 a 1999, para las comunas de Saint-Amant-de-Bonnieure, Saint-Angeau y Sainte-Colombe de la página francesa EHESS/Cassini. Los demás datos se han cogido de la página del INSEE.

## Composición
| Comuna delegada          | Código INSEE | Población (2015) | Superficie (km²) | Densidad (hab./km²) |
| ------------------------ | ------------ | ---------------- | ---------------- | ------------------- |
| Saint-Amant-de-Bonnieure | 16296        | 358              | 10.67            | 34                  |
| Saint-Angeau             | 16300        | 768              | 10.94            | 70                  |
| Sainte-Colombe           | 16309        | 188              | 6.50             | 29                  |